# Jan Kuebart

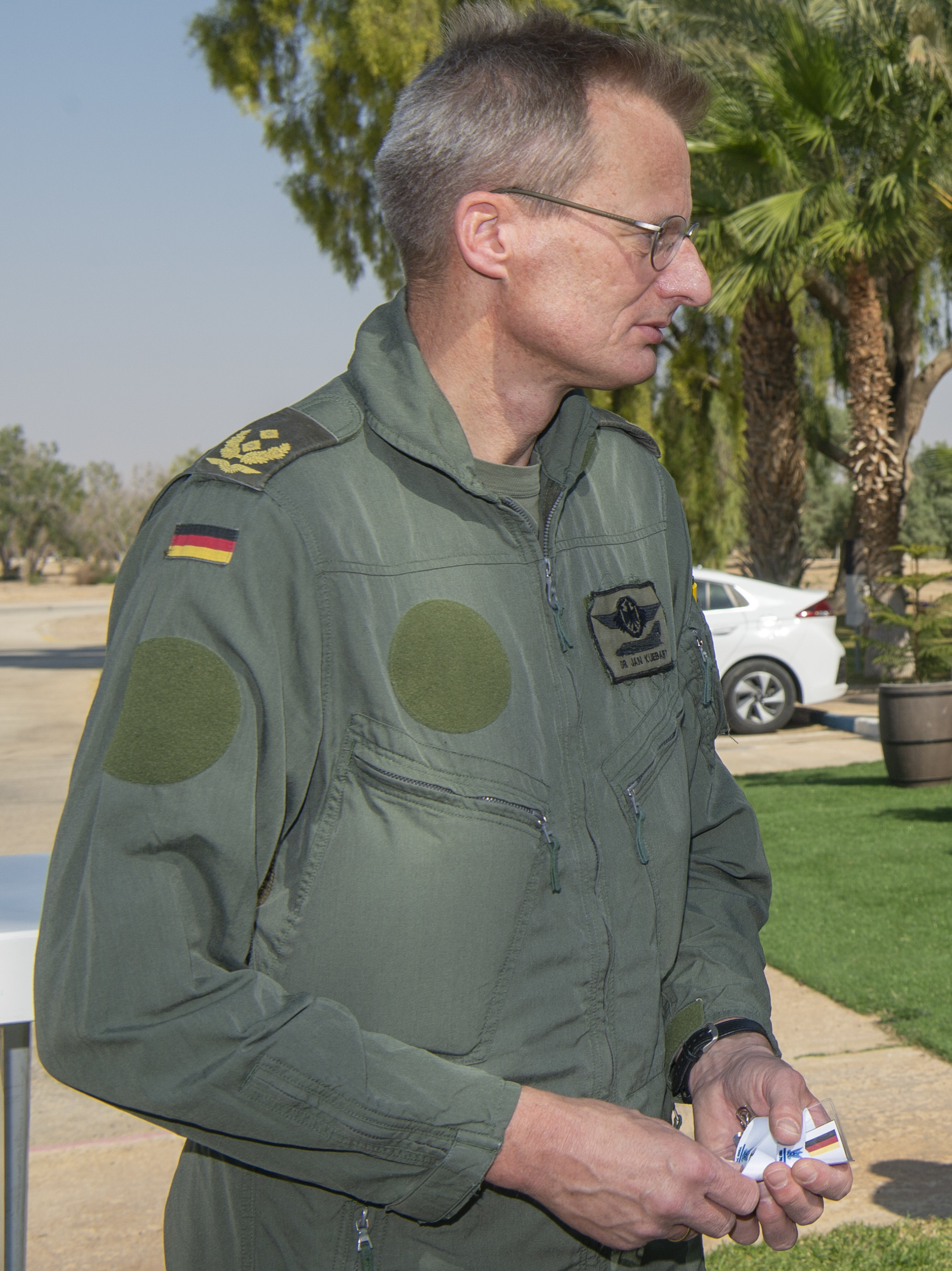
Generalmajor Jan Kuebart (2019)

Jan Kuebart (* um 1966) ist ein Generalmajor der Luftwaffe der Bundeswehr und seit dem 1. April 2021 Amtschef des Luftfahrtamts der Bundeswehr in Köln.

## Militärische Laufbahn

### Ausbildung und erste Verwendungen
Kuebart trat 1985 in die Bundeswehr ein und studierte nach dem Offizierlehrgang von 1986 bis 1989 Wirtschaftswissenschaften (Dipl.-Kfm.) an der Universität der Bundeswehr Hamburg. Er wurde 1994 mit der Dissertation „Verrechnungspreise im internationalen Lizenzgeschäft“ zum Dr. rer. pol. promoviert.
Seine Pilotenausbildung absolvierte er beim Euro NATO Joint Jet Pilot Training (ENJJPT) auf der Sheppard Air Force Base in Texas, bevor er auf den Jagdbomber Panavia Tornado umgeschult wurde. Von 1992 bis 1994 erfolgte zuerst die „Europäisierung“ auf Alpha Jet, anschließend war er als Flugzeugführer in der 2. Staffel des Jagdbombergeschwader 38 (ECR-Electronic Combat Reconnaissance) (2./JaboG 38) in Jever eingesetzt. 1994 wurde er S3-Stabsoffizier der Fliegenden Gruppe des Jagdbombergeschwaders 32 und Einsatzstabsoffizier 2./JaboG 32 (ECR) in Lechfeld. In dieser Zeit nahm er an UNPROFOR und IFOR als Flugzeugführer und Einsatzoffizier, verantwortlich für die Einteilung der Besatzungen zum Flugdienst, und absolvierte von 1997 bis 1999 den Generalstabsdienstlehrgang an der Führungsakademie der Bundeswehr in Hamburg; 1999 war er Preisträger des General-Heusinger-Preises.

### Verwendung als Stabsoffizier
1999 wurde er Staffelkapitän 2./JaboG 32, Lechfeld, bevor er 2001 als Staff Officer Operational Planning im Joint Operations Center zum Hauptquartier Supreme Headquarters Allied Powers Europe (SHAPE) nach Mons in Belgien wechselte. Im Jahr 2003 wurde Kuebart als Referent Fü L III 3 (Grundsatzangelegenheiten Einsatz und Operative Führung, Einsatzführung Luftstreitkräfte, Operative Grundlagen, Führungsunterstützung, Übungen) in den Führungsstab der Luftwaffe nach Bonn versetzt. Es schloss sich von 2005 bis 2007 eine weitere Referentenverwendung als Referent Fü S VI 2 (Konzeption der Bundeswehr, Transformation, Concept Development and Experimentation) im Führungsstab der Streitkräfte (ebenso in Bonn) an.  2007 absolvierte er den Senior Course 110 am NATO Defence College in Rom und wurde im Anschluss stellvertretender Kommodore des Jagdbombergeschwaders 33 in Büchel in der Eifel. 2008 übernahm er das Geschwader als Kommodore. 2009 war er zeitweise Kommodore des Einsatzgeschwaders Masar-e Scharif im Rahmen des ISAF-Einsatzes in Afghanistan. 2011 übergab er das Kommando über das Jagdbombergeschwader 33 an Andreas Korb und wechselte für ein Jahr als Executive Officer des Commander ins Allied Air Command in Ramstein, danach als Abteilungsleiter A5 (zugleich A9 – Zivil-militärische Zusammenarbeit: konzeptionelle Grundlagen, Organisation, Herstellung und Erhalt der Waffensysteme) ins Luftwaffenführungskommando nach Köln. Von 2013 bis 2015 war Kuebart Referatsleiter Planung II 3 (Fähigkeitsentwicklung Domäne Führung und Aufklärung; Strategische Steuerung Weltraum) im Bundesministerium der Verteidigung.

### Verwendung als General
2016 wurde er, als Nachfolger von Brigadegeneral Jörg Lebert, zum Abteilungsleiter 1 (Weiterentwicklung und Planung) im Kommando Luftwaffe ernannt. Auf diesem Dienstposten erhielt er auch selbst die Beförderung zum Brigadegeneral. Zum 21. Juni 2018 wurde Kuebart als Nachfolger von Generalmajor Günter Katz  Kommandeur Fliegende Verbände im Luftwaffentruppenkommando in Köln-Wahn. Im November 2018 erhielt er die Beförderung zum Generalmajor. Den Dienstposten als Kommandeur Fliegende Verbände übergab Kuebart am 29. März 2021 an Brigadegeneral Peter Klement. Kuebart selbst wurde, wiederum als Nachfolger von Generalmajor Günter Katz, Amtschef des Luftfahrtamtes der Bundeswehr in der Luftwaffenkaserne in Köln.

## Privates
Kuebart ist verheiratet und hat drei Söhne. Er ist der Sohn des ehemaligen Inspekteurs der Luftwaffe, Hans-Jörg Kuebart. Sein Bruder Arnt Kuebart ist ein Brigadegeneral der Luftwaffe und seit dem 3. Juli 2024 Kommandeur Bodengebundene Verbände im Luftwaffentruppenkommando in Köln.

## Veröffentlichungen
- Jan Kuebart: Verrechnungspreise im internationalen Lizenzgeschäft: Grundlagen der Ermittlung steuerlich angemessener Lizenzgebühren bei Verträgen zwischen international verbundenen Unternehmen und Entwicklung eines ganzheitlichen Preisermittlungsmodells. Erich Schmidt, Bielefeld 1995, ISBN 978-3-503-03559-5 (Dissertation an der Universität der Bundeswehr Hamburg).